# Alexandra, grevinna av Frederiksborg
Alexandra Emiliah, grevinna av Frederiksborg, född Alexandra Christina Manley, tidigare prinsessan Alexandra, född 30 juni 1964 i Hongkong, är en tidigare medlem av Danmarks kungahus.
Alexandra är dotter till Richard Nigel Manley och Christa Nowotny. Hon gifte sig den 18 november 1995 med prins Joachim av Danmark och tillsammans fick de två söner, greve Nikolai och greve Felix. I september 2004 hade paret separerat och ansökte om skilsmässa, vilken gick igenom i april 2005. Sedan paret skildes tituleras hon "Hennes Excellens Alexandra Christina, grevinna av Frederiksborg". Den 3 mars 2007 gifte hon om sig med Martin Jørgensen (född 1978). Det äktenskapet avslutades med skilsmässa 2015.

## Bakgrund
Alexandra är den äldsta av Richard Nigel Manleys och Christa Maria Manleys döttrar. Hennes far, av engelsk och kinesisk bakgrund, var direktör i ett försäkringsbolag och modern, av österrikisk och polsk bakgrund, chef för ett kommunikationsföretag. Alexandra Manley studerade internationell företagsekonomi på universitet i Österrike, Japan och Storbritannien. Mellan 1990 och 1995 arbetade hon hos GT Management (Asia) Ltd. i dåvarande brittiska kronkolonin Hongkong.

## Äktenskap och barn
Alexandra träffade prins Joachim på en fest i Hongkong, där han arbetade för det danska transportföretaget Maersk. En romans spirade under senhösten 1994, paret förlovade sig och åkte iväg på en gemensam semester till Filippinerna. Deras förlovning offentliggjordes i maj 1995. Den 18 november 1995 gifte sig paret i kapellet på Frederiksborgs slott, och bröllopsfesten hölls på slottet Fredensborg.
När Alexandra gifte sig var hon tvungen att avsäga sig sitt brittiska medborgarskap och överge sin karriär inom marknadsföring.
Alexandra har två barn tillsammans med prins Joachim:
1. Greve Nikolai William Alexander Frederik, född 28 augusti 1999
2. Greve Felix Henrik Valdemar Christian, född 22 juli 2002

## Livet som prinsessa
Prinsessan Alexandra blev omedelbart omåttligt populär i sitt nya hemland. Känd för sin modemedvetenhet och sitt välgörenhetsarbete kallades hon snart för Nordens prinsessan Diana. Hennes modersmål är engelska och tyska.. Efter ett par år talade hon danska flytande, nästan helt utan brytning vilket gjorde henne än populärare hos den danska befolkningen.[källa behövs]
Alexandra talar också kantonesiska då hon växt upp och studerat i Hongkong.

## Separation och skilsmässa från prins Joachim
Den 16 september 2004 offentliggjordes att paret ville skiljas, den första kungliga skilsmässan i Danmark sedan 1846. Den 8 april 2005 vann skilsmässan laga kraft.

## Efter skilsmässan från prins Joachim
I februari 2007 meddelade det danska kungahuset på sin webbplats att prinsessan Alexandra ämnade gifta om sig med den 14 år yngre fotografen Martin Jørgensen. Så skedde den 3 mars 2007, och Alexandra upphörde därmed att vara medlem av det danska kungahuset. Hennes titel blev fortsättningsvis "Alexandra Christina, grevinna av Fredriksborg". Alexandra erhöll fortsatt apanage, som dock blev skattepliktigt. Efter giftermålet bosatte sig paret i en villa på Østerbro i centrala Köpenhamn, tillsammans med sina barn. I september 2015 meddelades det att paret skulle skiljas. Hennes apanage löpte ut år 2020 i samband med att hennes yngsta barn, prins Felix, fyllde 18 år. Det upphörde på hennes eget initiativ. I maj 2020 tillträdde Alexandra en befattning vid Bang & Olufsen inom kundprogram, marketing och försäljning.